# Rafael Durán Domenge
  BRUTUS BRUTUS  
Rafael Durán Domenge (San Lorenzo del Cardezar, 1963) es un director teatral español, de origen mallorquín. Es autor de Zòmit (1988), Assaig d'Hac (1990), L'alfabet de l'aigua (1996) y Peep Show Verona (1999).

## Obras dirigidas
- 1993: La nit just abans dels boscos de Bernard-Marie Koltès (premio de la Crítica de Barcelona)
- 1994: El joc de l'impudor de Hervé Guibert
- 1996: Abans de la jubilació de Thomas Bernhard
- 1998: Perifèria Koltès de Bernard-Marie Koltès (Premio Crítica Serra d'Or 1999)
- 2001: Una vida al teatre  de David Mamet
- 2001: La dama enamorada Joan Puig
- 2002: L'enfonsament del Titanic de Hans Magnus Enzensberger
- 2003: Àrea privada de caça de Enric Nolla
- 2003: El cafè de la Marina de Josep Maria de Sagarra
- 2004: Temptació de Carles Batlle
- 2004 Casa de muñecas de Henrik Ibsen[1]
- 2009: Mort de Dama [2]
- 2011: Acorar
- 2012: El mercader de Venècia [3]
- 2013: El Rei Herodes [4]
- 2013: La Tabernera del Puerto [5]
- 2015: Un cel de plom [6]